# Interestatal 290 (Illinois)
La Interestatal 290 (abreviada I-290) es una autopista interestatal ubicada en el estado de Illinois. La autopista inicia en el oeste desde la I 90  , IL 53   en Rolling Meadows hacia el este en la I 90  , I 94   en Chicago. La autopista tiene una longitud de 48 km (29.84 mi).

## Mantenimiento
Al igual que las carreteras estatales, las carreteras federales, la Interestatal 290 es administrada y mantenida por el Departamento de Transporte de Illinois por sus siglas en inglés IDOT.

## Cruces
La Interestatal 290 es atravesada principalmente por la  I 355  I 294  I 88  US 20 .